# 굿뉴스
"굿뉴스"(영어: Good News)는 2025년 공개 예정인 대한민국의 재난, 범죄 스릴러 영화이다. 변성현이 감독을 맡았으며, 일본항공 351편 공중 납치 사건을 다룬 작품이다.